# Clamor Heinrich Abel
Clamor Heinrich Abel (ur. 1634 w Hünnefeld, zm. 25 lipca 1696 w Bremie) – niemiecki kompozytor, skrzypek i organista.

## Życiorys
Clamor Heinrich Abel był ojcem wirtuoza gry na viola da gamba Christiana Ferdinanda Abela i dziadkiem kompozytorów Carla Friedricha Abela i Leopolda Augusta Abela.
Działał w Celle jako organista, w Hanowerze jako członek orkiestry, a w Bremie jako „Obermusicus”.

## Dzieła
- Zbiór 59 utworów „Erstlinge musikalischer Blumen”
- Bataille D-dur na 2 skrzypiec i basso continuo
- Sonata sopra Cuccu na skrzypce i basso continuo
- Folie d’Espagne (1685)